# Victor Feddersen
Victor Feddersen   (Gentofte, 31 de gener de 1968) és un remer danès, ja retirat, que va competir durant la dècada de 1990.
El 1996 va prendre part en els Jocs Olímpics d'Estiu d'Atlanta, on guanyà la medalla d'or en la prova del quatre sense timoner lleuger del programa de rem. Quatre anys més tard, als Jocs de Sydney, guanyà la medalla de bronze en la mateixa prova del programa de rem.
En el seu palmarès també destaquen cinc medalles en el Campionat del món de rem, quatre d'or i una de plata, entre les edicions de 1994 i 1999. Una vegada retirat passà a treballar a la Danmarks Idrætsforbund.